# Conon de Genève (évêque)
Ne doit pas être confondu avec le comte Conon de Genève, son neveu.
Pour les articles homonymes, voir Conon.
Conon de Genève, dit Conon Ier, est un évêque de Maurienne du début du XIIe siècle, issu très probablement de la maison de Genève.

## Biographie

### Origines
Les origines de l'évêque Conon ne sont pas précisément connues. Joseph-Antoine Besson (1759) n'apporte aucune information particulière.
Le chanoine et historien Angley, citant les travaux du Rd Esprit Combet, indique qu'il serait issu de la maison des comtes de Genève. Il précise qu'il serait peut être un « frère d'Aimon II qui fut tuteur d'Amédé III Comte de Maurienne ». Toutefois, le chanoine Angley fait une erreur chronologique en confondant le comte Aymon II de Genève († 1280) avec Aymon Ier de Genève († 1178).
Cette parenté est reprise par les auteurs du Régeste genevois (1866). Dans une note, ils précisent que le chanoine « se fonde sur un manuscrit de son église » dans lequel Conon faisait une « recommandation à son neveu Aimon, […] D'après cette opinion, Conon, évêque de Maurienne, serait frère de Gérold, père d'Aimon. »
L'historien Pierre Duparc (1955), auteur d'une étude sur le comté de Genève, reprend cette hypothèse qu'il est le frère du comte Gérold. Enfin, le médiéviste Jean-Pierre Leguay, dans La Savoie de l'an mil à la Réforme (1984), poursuit sur l'hypothèse d'une parenté avec la maison de Genève, mais en indiquant qu'il serait le « fils du comte Gérold de Genève ».
Le comte Aymon Ier de Genève est membre du Conseil comtal du jeune Amédée III de Maurienne. Le futur évêque de Maurienne (1112-1124), Amédée de Faucigny, est également dit son neveu.

### Épiscopat
Conon est membre du chapitre de la cathédrale de Maurienne lorsqu'il est appelé sur le siège épiscopal, désigné par le pape Urbain II,. Besson, puis Angley à sa suite, nous disent qu'il est prévôt,.
La date de désignation donnée par Angley est 1088, reprise tant par le Régeste genevois (1866), que par Duparc. Plus récemment, le médiéviste Florian Mazel (2016) donne l'année 1082 comme début.
Il est présent lors de la fondation du prieuré de Bellevaux (Bauges) par Humbert II, comte en Maurienne, vers 1090, aux côtés de Boson, archevêque de Tarentaise, et Boson Ier, évêque d'Aoste,,. En 1093, selon Guichenon (1660), puis Besson (1759), il est présent avec le Chapitre de Maurienne aux côtés du comte lors d'une confirmation de donations faites à l'abbaye de la Novalaise.
Membre de l'aristocratie genevoise, il fait don au prieuré de Lemenc (Savoie Propre) l'église de Saint-Marcel (comté de Genève).Il fait également don à son Chapitre un manse (propriété) situé « in villa Abbusiniaci »,, que les différents historiens s'accordent à placer à Arbusigny, dans le comté de Genève.
Il agît dans l'intérêt de son autorité temporelle. Il impose ainsi son autorité sur l'ensemble de la Maurienne par un acte de 1098. Il signe par ailleurs une convention avec Ermenegaldo (Ermengaudus), abbé de Saint-Michel-de-la-Cluse.
Il cède les droits sur six églises aux moines de l'abbaye de Saint-Chef, du diocèse de Vienne.
Lors de la mort du comte en Maurienne, Humbert II, vers 1103, son jeune fils fait la donation au Chapitre de deux villages, La Traversaz et Villar Bernon (Villarbernon), au-dessus de Saint-Michel-de-Maurienne. Conon fait partie des personnalités désignées comme membre du conseil comtal auprès du jeune comte Amédée III de Savoie aux côtés de la comtesse de Savoie, Gisèle de Bourgogne, du comte Aymon Ier Ier Genève, son neveu, et le grand seigneur Guy de Miribel.
Lors du passage du pape Pascal II, pour régler le conflit opposant les Églises de Vienne et de Grenoble à propos du comté de Sermorens, il fait partie des signataires à Lyon, le 4 des calendes de février de l'année 1107,.

### Mort et succession
Selon Samuel Guichenon, l'évêque n'est plus en vie à partir de 1106, alors que Besson le donne encore en vie l'année suivante. L'année 1107 est donnée également par Duparc. Angley pense qu'il meurt au cours de l'année 1108 ou 1109. Les historiens contemporains s'accordent pour faire terminer son épiscopat quelques années de plus tard, J.-P. Leguay donnant vers 1112 et F. Mazel l'année 1116.
Besson indique que l'évêque est inhumé devant l'autel de sainte Barbe de la cathédrale de Maurienne.
Selon la chronologie traditionnelle (Besson, Angley), deux autres évêques lui succèdent alors que les auteurs plus contemporains lui donnent comme successeur son neveu, Amédée de Faucigny.